# 沖縄県立与勝緑が丘中学校・与勝高等学校
沖縄県立与勝緑が丘中学校・与勝高等学校（おきなわけんりつ よかつみどりがおかちゅうがっこう・よかつこうとうがっこう）は、沖縄県うるま市勝連平安名にある公立中学校・高等学校。
2007年4月、沖縄県最初の公立中高一貫校となった。
中高合同の行事が開催されるなど幅広い活躍を見せている。
また、緑化運動で文部科学大臣賞を受賞している。
令和2年度には39名が国公立大学に合格するなど中高一貫校として進路実績を上げている。

## 学科
全日制
- 普通科

## 沿革
- 1979年11月1日 - 開校
- 2007年4月1日 - 中高一貫校として、沖縄県立与勝緑が丘中学校を新設・開校。

## 著名な出身者
- HY（名嘉俊・許田信介・仲宗根泉・宮里悠平）
- 真栄喜正和（元プロ野球選手）
- 上門知樹（プロサッカー選手）